# .cw
.cw – domena internetowa przypisana do Curaçao. Została utworzona 20 grudnia 2010. Zarządza nią University of Curacao.